# Begonia bogneri
Espèce
Begonia bogneri est une espèce de plantes de la famille des Begoniaceae. Ce bégonia tubéreux est originaire de Madagascar. L'espèce fait partie de la section Erminea. Elle a été décrite en 1973 par Rudolf Christian Ziesenhenne (1911-2005).

## Répartition géographique
Cette espèce est originaire du pays suivant : Madagascar.